# Люля (приток Суры)
Люля — река в России, протекает в Чувашской Республике. Устье реки находится в 269 км по правому берегу реки Суры. Исток расположен восточнее посёлка Люля Батыревского района Чувашии. Длина реки составляет 58,32 км, площадь бассейна 377,25 км².
Протекает по территории заповедника «Присурский». Почти всё течение проходит по лесу, только ниже посёлка Алтышево-Люльский протекает по лугу.
В 18 км от устья справа в реку впадает Орлик, выше слева впадает Караксирма.

## Данные водного реестра
По данным государственного водного реестра России относится к Верхневолжскому бассейновому округу, водохозяйственный участок реки — Сура от устья реки Алатырь и до устья, речной подбассейн реки — Сура. Речной бассейн реки — (Верхняя) Волга до Куйбышевского водохранилища (без бассейна Оки).
Код объекта в государственном водном реестре — 08010500412110000038862.

## Описание
Исток находится в Батыревском районе у н.п. Люля на высоте 231,0 метра над уровнем моря, устья — 77,6 метра над уровнем моря. Остальная часть русла располагается в Алатырском районе Чувашии и впадает в Суру напротив села Явлей на высоте 72,2 метра над уровнем моря. Практически полностью протекает по лесному массиву, лишь в нижнем течении участок леса вырублен и эта территория покрыта мелиоративными каналами. По результатам замеров 2013 года скорость течения в реке варьировалась от 0,22 до 0,40 м/с, в среднем составляла 0,32 м/с. Ширина реки в нижнем течении колеблется в пределах 9,2—11,8 м, средняя ширина — 10,68 м. Для нижнего течения реки средняя глубина находится в пределах 0,23—0,35 м и в среднем составляет 0,295 м. Максимальная глубина в пределах створов — 0,81 м. В нижнем течении ширина реки около 1, глубина 0,5—1 м, в подмывах под упавшими деревьями до 1,5—1,8 м, грунт песчаный. Берега реки — крутые обрывы 5—10 м высотой.